# Ulrico Girardi
Ulrico Girardi, född 3 juli 1930, död 18 december 1986, var en italiensk bobåkare.
Girardi blev olympisk silvermedaljör i fyrmansbob vid vinterspelen 1956 i Cortina d'Ampezzo.